# Агайлджхара
Агайлджхара (бенг. আগৈলঝারা, англ. Agailjhara) — город на юге Бангладеш, административный центр одноимённого подокруга. Площадь города равна 6,4 км². По данным переписи 2001 года, в городе проживало 8185 человек, из которых мужчины составляли 52,57 %, женщины — соответственно 47,43 %. Уровень грамотности населения составлял 48,7 % (при среднем по Бангладеш показателе 43,1 %).